# Vojtěch Zamarovský
Vojtěch Zamarovský (5. října 1919 Zamarovce – 26. července 2006 Praha) byl slovenský historik, spisovatel a překladatel. Patřil k zakladatelům literatury faktu v Československu. Ve svém díle se zabýval starověkými dějinami a popularizací starověkých civilizací a mýtů.

## Život

### Rodina a mládí
Rodina pocházela ze slovenského zemanského rodu, který v Zamarovcích sídlil od dvanáctého století. Otec Štefan Zamaróczy (později bylo příjmení poslovenštěno na Zamarovský) byl původně kominický mistr. Postupně se vypracoval. Provozoval parní pilu a obchod se dřevem a koksem. Také vlastnil cihelnu a prodával stavební materiál. Byl předsedou Okresního živnostenského společenství. Vojtěch měl bratra Štefana a sestru Margitu. Navštěvoval katolickou školu. Na přání rodičů odešel v deseti letech na celé prázdniny Vídně. Učil se také v klášterní škole v Ostřihomi. Učil se německy, maďarsky a později francouzsky. Zajímal ho dějepis a zeměpis. Ale také si přál být pilotem. V roce 1938 maturitě na trenčínském gymnáziu složil zkoušky ke studiu na leteckém učilišti. Myslel si, že nebyl přijat, ale matka mu zatajila oznámení o přijetí ke studiu.

### Studia a práce
Po maturitě pokračoval ve studiu na Vysoké škole obchodní v Praze. O rok později se vrátil a vystudoval bratislavskou právnickou fakultu kde promoval v roce 1943. Dálkově pokračoval ve studiu na Vysoké škole obchodní v Bratislavě (1943–1946) a v Praze (1946–1948).
Po vypuknutí Slovenského národního povstání v roce 1944 vstoupil do pohotovostních oddílů Hlinkovy gardy (POHG) a za Slovenského státu údajně působil i v akademickém klubu tehdejší vládní Hlinkovy slovenské lidové strany. Mezi lety 1943–1945 byl zaměstnán v bratislavské Národní bance Slovenska posléze na Pověřenectvu průmyslu (1945–1946). V roce 1947 vstoupil do Komunistické strany Československa. V Praze pracoval mezi lety 1946–1951 na Úřadu předsednictva vlády a ve Státním úřadu plánovacím (1951–1953). Od roku 1948 přednášel dějiny hospodářství na několika vysokých školách.
V roce 1953 byl z politických důvodů nucen odstoupit a nastoupil jako administrativní pracovník v pražském Státním nakladatelství krásné literatury, kde začal postupně překládat odborné texty a beletrii. Po roce 1956 se již věnoval pouze překladatelství a později psal a publikoval vlastní díla.
Počínaje rokem 1962 údajně spolupracoval se Státní bezpečností pod krycím jménem Belo. Od roku 1977 působil pod krycím jménem Závoj jako agent rozvědky. Často cestoval, a proto dostával úkoly údajně i v zahraničí. Ze spisu vyplývá, že byl využíván na problematiku jihovýchodního křídla Severoatlantické aliance na vyhledávací a tipovací činnost. Získával informace o diplomatických pracovnících. Jeho syn Peter Zamarovský komentoval činnost svého otce. „Byl často vyděšený, když za ním chodili, ale nedovedl je poslat pryč." Také Pavel Dvořák se spisovatele zastával. „Byl to skromný, čestný a dobrý člověk. Lidé, kteří cestovali, byli vyzýváni ke spolupráci, jinak by se nedostali ven."
V roce 1977 podepsal Antichartu. V roce 1994 se stal čestným občanem města Trenčín. Během roku 1999 byl v jeho rodném městě založen Klub přátel Vojtěcha  Zamarovského a v roce 2001 bylo otevřeno Muzeum antiky Vojtěcha Zamarovského. Spisovatel věnoval muzeu knihovnu a některé osobní věci. Od roku 2000 uděluje Klub literatury faktu Cenu Vojtěcha Zamarovského. Na sklonku života trpěl Parkinsonovou nemocí a poslední dva měsíce života byl v kómatu. Zemřel 26. července 2006 v Praze.

## Tvorba
V padesátých letech 20. století publikoval odborné články do ekonomických periodik, publikoval recenze, doslovy apod. Jeho první kniha vznikla na podnět vydavatelství Mladé letá jako historický cestopis po Mezopotámii, starověkém Egyptě a Řecku. Od roku 1963 začal spolupracovat s Českým a Slovenským rozhlasem. Jeho tvorba byla zdrojem pro řadu dokumentárních filmů a seriálů. Často spolupracoval na scénáři a účastnil se i natáčení. Někdy vystupoval v dokumentu také jako průvodce. Například lze jmenovat Po stopách Hérodota (seriál, Praha 1969, scénář), Na počátku byl Sumer (seriál, Ostrava 1970–1971), Sedm divů světa (seriál, Praha 1979), Po stopách Aeneových (seriál, Praha 1980, scénář), Hrdinové starověkých mýtů (seriál, Praha 1984), Veľké civilizácie staroveku očami Vojtecha Zamarovského (seriál, Bratislava 1988, scénář).
Od počátku šedesátých let psal česky i slovensky, ale většina jeho knih byla vydávána nejdříve v českém jazyce. Svým dílem přispěl ke vzniku a rozvoji české a slovenské literatury faktu. Snažil se psát v souladu s aktuálními vědeckými poznatky. Studoval odbornou literaturu. Podnikal cesty do světových galerií, muzeí i na místa vykopávek. Své texty konzultoval s odborníky. Nová vydání jeho knih pak byla většinou revidována a doplněna. Tematicky se zaměřil na starověk (antika, dějiny starého Egypta, Mezopotámie a Blízkého východu). Byl významným překladatelem beletrie i literatury faktu. Překládal z latiny, angličtiny, francouzštiny a němčiny. Do češtiny přeložil například tvorbu J. J. Rousseaua, M. Z. Goneima, S. Leacocka nebo K. Brucknera.

### Ocenění a vyznamenání
- 1962, 1966, 1969, 1974 – cena vydavatelství Mladé letá

- 1977 – Cena Fraňa Kráľa (od roku 1991 je udělována pod názvem Trojruža)
- 1987 – Cena Zväzu slovenských spisovateľov
- 1992 – Cena Egona Erwina Kische
- 1996 – státní vyznamenání Řád Ľudovíta Štúra II. třídy
- 2001 – státní vyznamenání Pribinův kříž I. třídy
- 2003 –  Zlaté kruhy, nejvyšší vyznamenání Slovenského olympijského výboru za šíření olympijských myšlenek svými díly z období antiky
- 2004 – Cena ministra kultury Slovenské republiky za přínos v rozvoji slovenské literatury
- 2006 – čestný titul Velvyslanec helenismu udělen prefekturou města Athény
- 2006 – státní vyznamenání Řád Ľudovíta Štúra I. třídy (in memoriam)[2]

## Dílo

### Monografie
- 1960 – Za sedmi divy světa, popis starověkých památek a příslušných kultur
- 1961 – Za tajemstvím říše Chetitů, pocta Bedřichovi Hroznému, který rozluštil chetitský jazyk
- 1961 – Utopisti
- 1962 – Objevení Tróje, dějiny archeologických vykopávek v Tróji a vysvětlení starořecké epiky a mytologie
- 1966 – Na počátku byl Sumer, dějiny Sumerů
- 1967 – Dějiny psané Římem, dějiny Římské říše
- 1969 – Bohové a hrdinové antických bájí, slovník antické mytologie
- 1972 – Řecký zázrak, dějiny starověkého Řecka
- 1975 – Gilgameš, literární zpracování sumerského Eposu o Gilgamešovi
- 1977 – Jejich veličenstva pyramidy, o egyptských pyramidách
- 1978 – Vzkříšení Olympie, dějiny olympijských her
- 1981 – Aeneas, zpracování eposu od Vergilia
- 1986 – Bohové a králové starého Egypta, dějiny starověkého Egypta
- 1987 – Sinuhet, příběh Egypťana Sinuheta (neplést se Sinuhetem Miky Waltariho)
- 1992 – Návrat do starověku
- Velké civilizace starověku, třináctidílný dokumentární seriál Slovenské televize

### Překlady
- Ztracená pyramida (Mohammed Zakaria Goném ; Z angl. orig. přel. Vojtech Zamarovský; Doslov Zbyněk Žába)
- Zlatý faraon (Karl Bruckner ; Z něm. pův. vyd. přel. Vojtech Zamarovský)
- Stopa v poušti (L. N. Lavolle ; Z fr. orig. přel. Vojtech Zamarovský ; Rekonstrukce sumerských památek)
- Pochybné podniky (Stephen Leacock ; z anglického originálu … přeložil Vojtech Zamarovský ; překlad vlastních jmen Jiří Polák)
- Bohové, hroby a učenci : román o archeologii (C. W. Ceram ; z německého originálu … přeložil Vojtech Zamarovský)
- Ekonomická tabulka a jiné ekonomické spisy (François Quesnay ; výbor uspořádal Vojtech Zamarovský)
- Agrární otázka : přehled tendencí moderního zemědělství a agrární politika sociální demokracie (Karl Kautsky ; z německého originálu … přeložil Vojtech Zamarovský)
- Rozpravy (Jean-Jacques Rousseau ; z francouzštiny přeložili Eva Blažková, Jindřich Veselý, Vojtech Zamarovský)
- Goethe – Schiller : Korespondence (Z něm. orig. Der Briefwechsel zwischen Schiller und Goethe přel. a pozn. a vysvětl. naps. Vojtech Zamarovský)